# Guildartz Clive
El gran mago Guildartz, el padre, es un personaje de ficción del manga Fairy Tail, creado por Hiro Mashima. Es uno de los grandes magos del gremio Fairy Tail. Su poder es tal que es considerado el mago más fuerte del gremio.
Aceptó una misión llamada la búsqueda de los 100 años pero tuvo que abandonar al tercero al caer en batalla contra un dragón negro(Acnologia concretamente) y perder una pierna y sufrir heridas graves de solo un golpe. Al volver al gremio, se disculpó ante su maestro Makarov por haber deshonrado su nombre, alegando que era una misión muy superior para él.

## Apariencia
Es muy alto y de complexión fuerte, tiene barba y lleva el cabello corto y claro. Viste una capa oscura que le cubre entero y una pata de palo en vez de la extremidad inferior izquierda. Tiene un carácter muy desenfadado, y cambia de humor rápidamente.

## Personalidad
Guildartz parece sorprenderse con facilidad y al igual que los demás magos de Fairy Tail, es muy amigable y simpático, se lleva bien con todo el mundo.
Es bastante perezoso como demuestra al salir de las casas, donde no se molesta en buscar la puerta, sale rompiendo la pared si hace falta para ir en línea recta.
Su poder es tan fuerte y difícil de controlar que los habitantes del pueblo, al verlo llegar, refuerzan sus casas para que no las rompa sin querer.

## Habilidades
Como mago superior, puede aceptar misiones y todo tipo de dificultades.
Controla un tipo de magia destructora llamada magia de choque que le permite romper todo lo que toca, también es una magia muy difícil de controlar, lo que le trae bastantes problemas.
Es el único mago del que se tiene constancia que regresó vivo de la misión de los 100 años y el único sin la habilidad del dragón slayer que salió vivo de la pelea con un dragón.

## Historia

### Su aparición
Desde que se tiene constancia del rango S en el manga, es considerado como uno de los más fuertes, cuando se encararon Mistgun y Luxus, le propusieron como el mago más fuerte de Fairy Tail, de no ser porque siempre estaba ausente, no obstante, éste aparece en el capítulo 165 en el que solo podemos ver su espalda en la última página y es presentado en el manga 166, donde se pone al tanto de las novedades del gremio.
Después, en el Capítulo 232 del Manga se sabe que es el padre de Kana, antes de que ésta tome el brillo "Fairy"